# Vittorio-Veneto-Orden

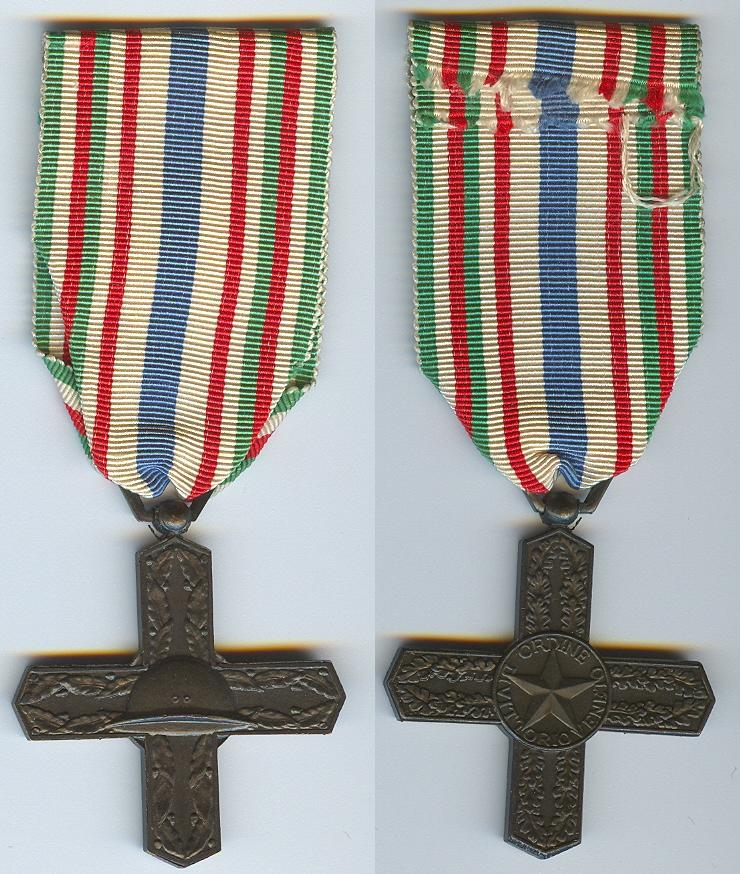
Avers und Revers der Auszeichnung

Bandschnalle

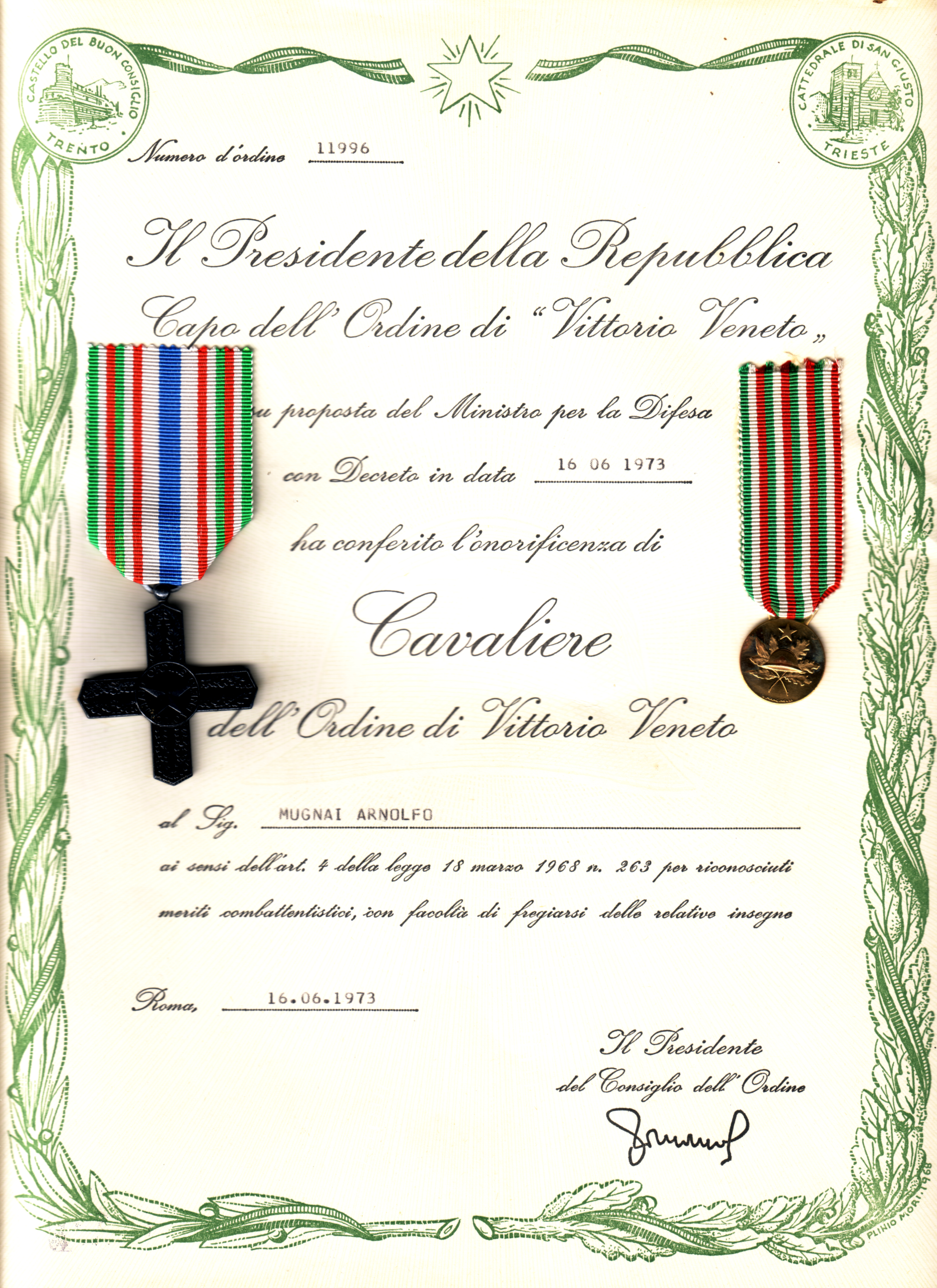
Verleihungsurkunde

Der Vittorio-Veneto-Orden, italienisch Ordine di Vittorio Veneto, ist ein 1968 gestifteter und seit 2008 ruhender Veteranenorden Italiens. Der Orden ist nach der Schlacht von Vittorio Veneto benannt, die im Ersten Weltkrieg Ende Oktober 1918 den Krieg auf dem italienischen Kriegsschauplatz entschied.

## Geschichte
Der Orden wurde knapp 50 Jahre nach Kriegsende durch ein Gesetz vom 18. März 1968 geschaffen. Er besteht aus nur einer Klasse, der des Ritters (Cavaliere). Verliehen wurde er an noch lebende Teilnehmer des Ersten Weltkriegs und früherer Kriege, soweit diese Veteranen mit dem italienischen Kriegsverdienstkreuz ausgezeichnet worden waren oder ein Anrecht darauf nachweisen konnten und im vollen Besitz ihrer bürgerlichen Rechte waren. Der Orden wurde in der Regel nur auf Antrag verliehen und war mit einer kleinen Pension verbunden, sofern der Antragsteller ein bestimmtes Einkommen nicht überschritt. Ein Anrecht auf eine solche Pension hatten auch ehemalige österreich-ungarische Soldaten, die auf Grund von Annexionen italienische Staatsbürger geworden waren.
Die Anzahl der Ordensträger nahm im Lauf der Jahre aus natürlichen Gründen ab. Die letzten drei Ritter von Vittorio Veneto, Lazare Ponticelli (110), Francesco Chiarello (109) und Delfino Borroni (110) starben im Jahr 2008. Seither ruht der Orden. Mit dem Militärgesetzbuch von 2010 (Codice dell’ordinamento militare) wurde der Orden zunächst abgeschafft, dann aber 2012 durch Änderungen an dem Gesetzbuch rechtlich wieder hergestellt.

## Ordensrat
Der Staatspräsident ist Chef des Ordens, der Ordensrat besteht de jure aus dem Vorsitzenden, einem Generalleutnant oder Vizeadmiral, und vier weiteren Generalen oder Admiralen sowie aus dem Vorsitzenden der nationalen Veteranenvereinigung. Die genannten Generale werden de jure auf Vorschlag des Verteidigungsministers vom Staatspräsidenten ernannt. Da der Orden ruht, gibt es den Ordensrat de facto nicht mehr.

## Ordenszeichen
Das Ordenszeichen ist ein griechisches Kreuz aus Metall, dessen Mitte im Avers einen Stahlhelm, im Revers einen fünfzackigen Stern mit der umlaufenden Inschrift Ordine di Vittorio Veneto. Das Kreuz hängt an einem Ordensband mit den italienischen Nationalfarben und einem blauen Mittelstreifen.
Wer in den italienischen Streitkräften mindestens sechs Monate am Ersten Weltkrieg oder an einem früheren Krieg teilgenommen hatte, konnte auf Grund des genannten Gesetzes von 1968 eine goldene Erinnerungsmedaille beantragen.